# 笑う男 (レンブラントの絵画)
『笑う男』（わらうおとこ、蘭: Lachende man、英: The Laughing Man）は、オランダ絵画黄金時代の巨匠レンブラント・ファン・レインが画業初期のレイデン時代にあたる1629-1630年ごろ、銅板上に油彩で制作した絵画である。1895年にオランダ絵画の研究者であったコルネリス・ホフステーデ・デ・フロートから購入されて以来、デン・ハーグのマウリッツハイス美術館に所蔵されている。

## 作品
レンブラントは、「情動」、すなわち人物の様々な感情のあり方を描く名人であった。そのレンブラントの名人芸を何よりも明確に伝えるのは、「トローニー」(特定の人物の肖像ではなく、主に人間の性格を表現する習作) を描いた数多くの油彩画、素描、エッチングであろう。本作はトローニーの見事な作例である。首の周りに首あてをつけているので、彼は兵士か市の警護団員であるとわかる。細めた目、吊り上げた眉、それにカールされた口髭からも陽気な気分が伝わってくる。彼は並びの悪い歯を見せて、健やかに笑っている。

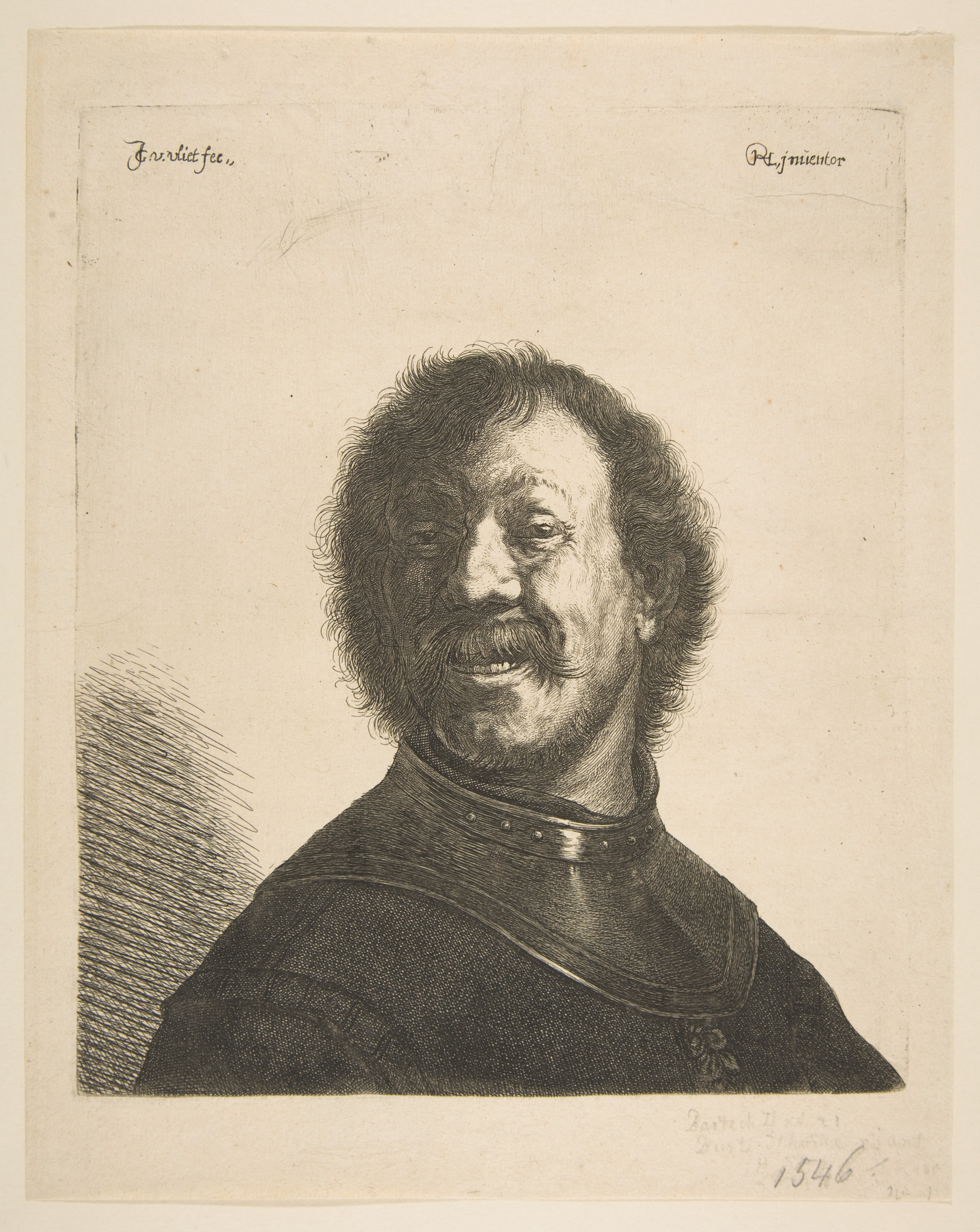
ヤン・ヒリスゾーン・ファン・フリート『首あてをつけた笑う男』 (1630年ごろ)、メトロポリタン美術館、ニューヨーク

この絵画は、よどみなく流れ、ひとつひとつ見分けのつく筆痕を様々な方向に残す、表現力に富む描き方で仕上げられている。このような描き方はレイデン時代のレンブラント初期の作品としては非常に珍しく、後期の作品を特徴づけるものである。しかし、この作品を見ると、レンブラントが若い時からすでに様々な描法を試していたことがわかる。たとえば、何か硬いもの、おそらく筆の端で乾ききらない絵具を引っ掻き、口元と顎の髭の弾力のある感じを出そうとしている。
17世紀には銅板に絵画を描くことは頻繁に行われたが、主に細密画家が筆痕のほとんど見えないような精細な描写をするために選択するものであった。一方、レンブラントはおそらく反対の理由から銅板を選んだと思われる。本作で用いられているようなとびきり荒い筆致は、銅板ではより目立つからである。さらに、銅板に金を重ねたような特殊な素地を試しに選んだのは、これらの素材が絵具におよぼす影響を考えたからとも考えられる。レンブラントは部分的に金の下地を露呈させ、あえて目に触れるようにしている。
なお、「笑う男」のモティーフは、1630年ごろにヤン・ヒリスゾーン・ファン・フリート (Jan Gillisz van Vliet) がレンブラントの作品にもとづいて版画化したことで世間に広まった。